# 新上挙母駅
新上挙母駅（しんうわごろもえき）は、愛知県豊田市司町にある愛知環状鉄道線の駅である。駅番号は11。

## 歴史
計画時の仮称は司駅だった。

### 年表
- 1988年（昭和63年）1月31日：開業[1][4]。
- 1989年（平成元年）度：ホームを2両分から4両分に延長[5]。
- 2007年（平成19年）3月24日：下りホーム完成[6]。
- 2008年（平成20年）
  - 1月27日：三河豊田駅 - 新豊田駅間複線化。相対式2面2線ホームとなる[6]。
  - 3月17日：これまでは終日無人だったが、平日朝のみ駅員配置となる[6]。自動券売機なども設置された。
- 2009年（平成21年）1月8日：列車非常停止装置を設置[6]。
- 2019年（平成31年）3月2日：ICカード「TOICA」の利用が可能となる[7]。

## 駅構造
相対式2面2線ホームを持つ高架駅で、ホームは4両まで対応している。2008年（平成20年）3月17日から平日朝に限り駅員が配置されている。愛環線内では数少ない、複線区間の途中にある駅である（他には中水野駅が該当）。
改札口は高架下にあり、液晶ディスプレイによる出発案内表示が設置されており、駅員配置時間帯に限り自動券売機が利用できる。階段かエレベーターでホームに上がる構造である。
かつては大門駅と同じように複線用高架路盤の片方を利用してホームを設置していたが、三河豊田駅 - 新豊田駅間を複線化させるにあたって2面2線の相対式ホームとするため、まず旧ホームの反対側にエレベーター付きの新ホームを建設し、2007年（平成19年）3月24日に使用を開始している。その後、旧ホームを撤去した上で反対側の線路を敷設し、さらに岡崎方面ホームが設置された。
なお、乗車駅証明書発行機は旧ホーム時代はホーム上にあったが、新ホームに役目を譲ってからは地上（改札口）に移設された。

### のりば
| 番線 | 路線            | 方向 | 行先               |
| ---- | --------------- | ---- | ------------------ |
| 1    | ■愛知環状鉄道線 | 上り | 三河豊田・岡崎方面 |
| 2    | ■愛知環状鉄道線 | 下り | 新豊田・高蔵寺方面 |

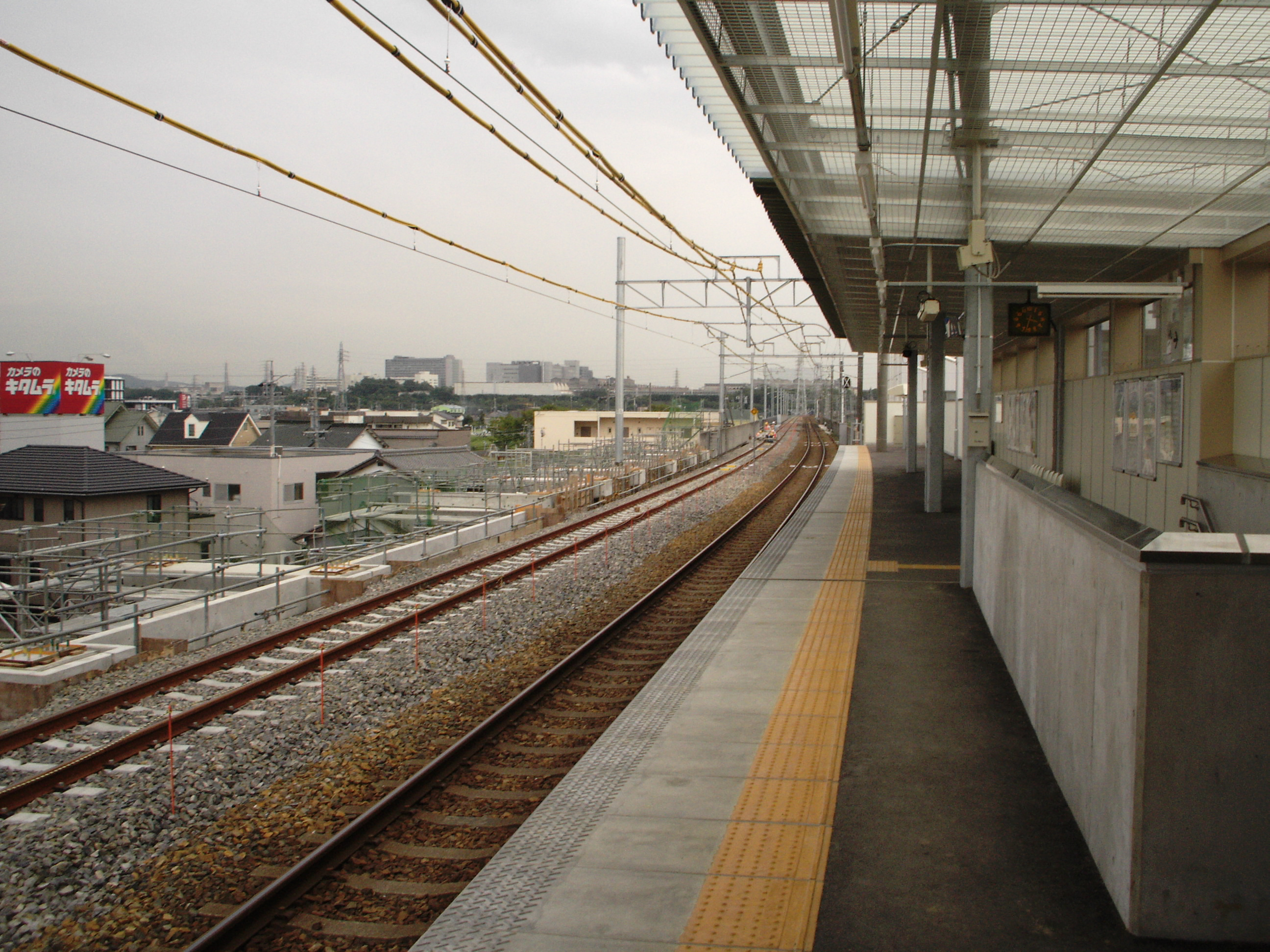
2007年（平成19年）に新設された新ホーム （撮影当時は岡崎方面ホームは増設工事中）
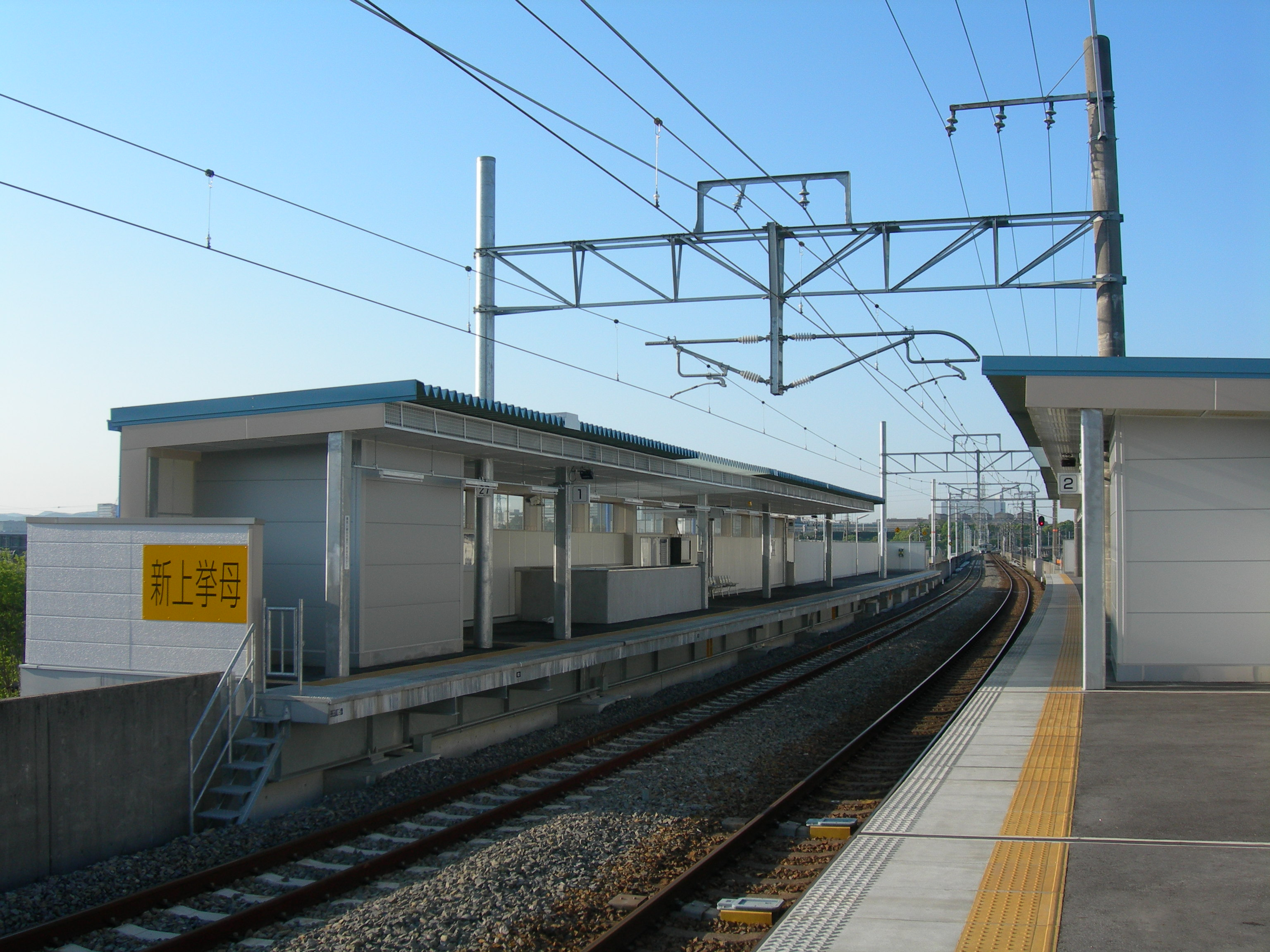
複線化供用開始後のホーム
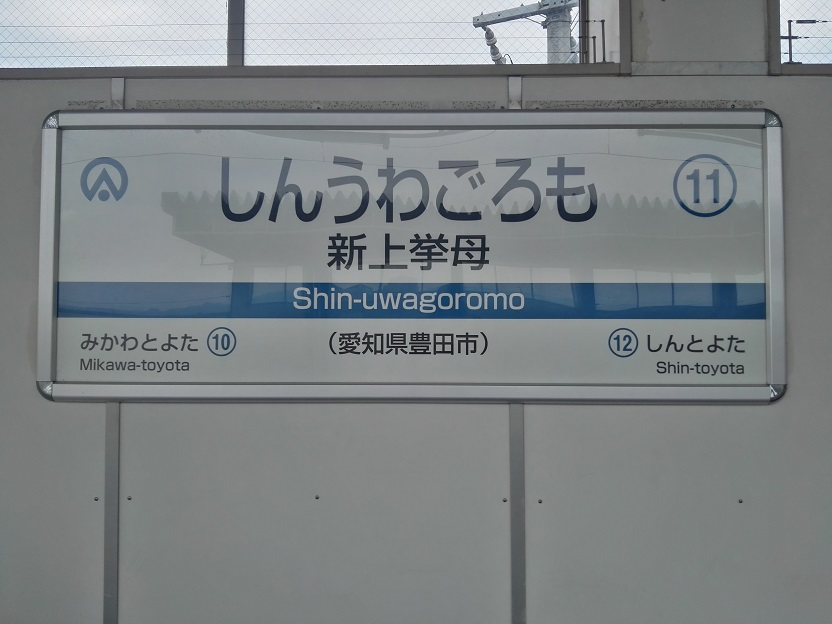
駅名標
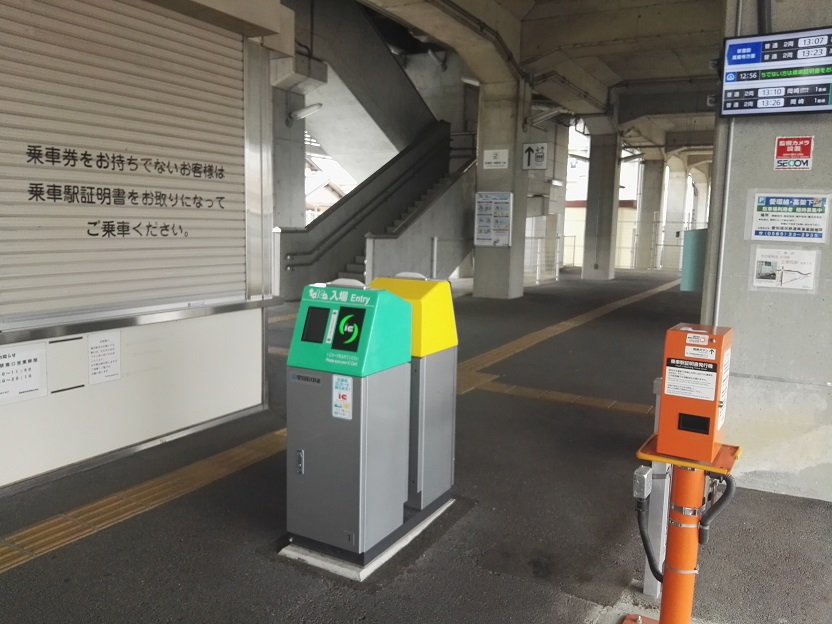
簡易TOICA改札機

### 配線図
| ← 岡崎方面 | 三河豊田 - 新豊田複線化による配線の変化 | → 高蔵寺方面 |
| 凡例 出典: |                                         |              |

## 利用状況
「豊田市統計書」、「移動等円滑化取組報告書」によると、当駅の一日平均乗降客数は以下の通り推移している。
- 2004年度：808人
- 2005年度：1,109人（愛知万博開催年）
- 2006年度：918人
- 2007年度：957人
- 2008年度：1,046人
- 2009年度：1,064人
- 2010年度：1,041人
- 2011年度：1,068人
- 2012年度：1,164人
- 2013年度：1,234人
- 2014年度：1,268人
- 2015年度：1,382人
- 2016年度：1,457人
- 2017年度：1,583人
- 2018年度：1,625人
- 2019年度：1,639人
- 2020年度：1,208人

## 駅周辺
- 名鉄三河線 上挙母駅[注釈 2]
- 住友ゴム工業名古屋工場
- 豊田市生涯学習センター朝日丘交流館
- 豊田市立朝日丘中学校
- 豊田市立童子山小学校
- 豊田挙母温泉 おいでんの湯
- 豊田司郵便局
- ホテルパレスイン豊田

### バス路線
- 名鉄バス 名鉄豊田市行・トヨタ記念病院行（バス停名称は「上挙母」。場所は駅前のロータリーを出てすぐ。駅前ロータリーには入らない）

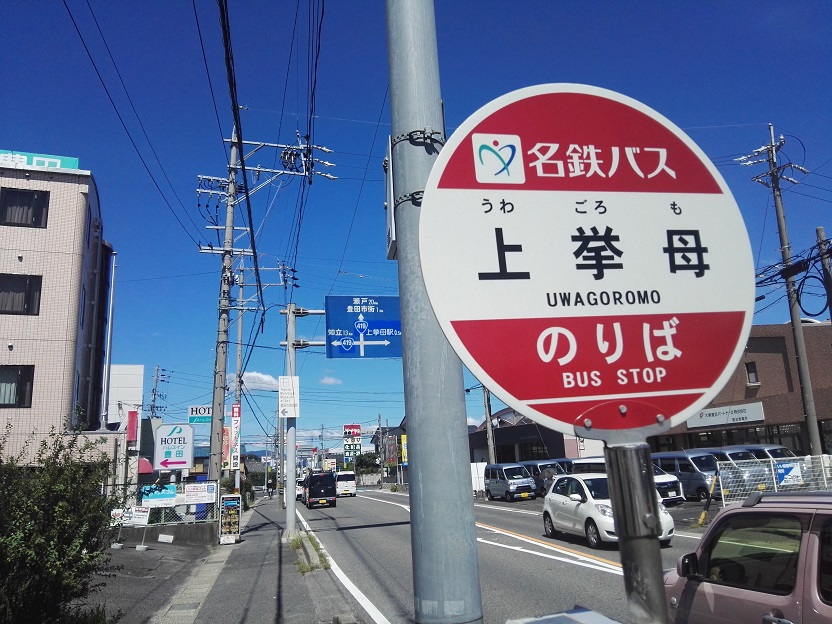
上挙母バス停

## 隣の駅
愛知環状鉄道
■愛知環状鉄道線
三河豊田駅（10） - 新上挙母駅（11） - 新豊田駅（12）